# Ham British Cemetery
Ham British Cemetery is een Britse militaire begraafplaats met gesneuvelden uit de Eerste Wereldoorlog, gelegen in de Franse gemeente Muille-Villette (departement Somme). De begraafplaats werd ontworpen door Charles Holden en ligt aan de Chemin de la Justice op ruim 1 km ten zuiden van het centrum (Église Saint-Médard). Ze heeft een nagenoeg vierkantig grondplan met een oppervlakte van 2.237 m² en wordt omsloten door een bakstenen muur. Centraal staat het Cross of Sacrifice. De toegang bestaande uit een tweedelig metalen hek bevindt zich aan de zuidelijke zijde en in dezelfde aslijn maar aan de tegenoverliggende zijde staat een bakstenen schuilhuisje onder een zadeldak en met een boogvormige doorgang. Het registerkastje is hier in ondergebracht. 
Er liggen 485 Britse gesneuvelden begraven (of herdacht), waaronder 218 niet geïdentificeerde. De begraafplaats wordt onderhouden door de Commonwealth War Graves Commission.
Aansluitend aan de westelijke zijde bevindt zich de Duitse militaire begraafplaats Deutscher Soldatenfriedhof Muille-Villette

## Geschiedenis
In januari, februari en maart 1918 werd het 61st (South Midland) Casualty Clearing Station in Ham ingericht. Op 23 maart staken de Duitse troepen, tijdens hun opmars naar Amiens, de Somme over in Ham, en de stad bleef in Duitse handen tot het Franse Eerste Leger op 6 september de stad opnieuw innam. De begraafplaats werd in januari 1918 door het 61st Casualty Clearing Station aangelegd als een uitbreiding van de aangrenzende Duitse militaire begraafplaats. . In 1919 werden de graven gehergroepeerd en anderen werden toegevoegd vanuit de volgende locaties: Croix-Molignaux German Cemetery; Esmery Hallon Churchyard; Villers St. Christophe Churchyard; Eppeville Communal Cemetery German Extension en St. Sulpice Communal Cemetery.
Voor 14 slachtoffers werden Special Memorials opgericht omdat hun graven niet meer gelokaliseerd konden worden en men neemt aan dat ze zich onder naamloze grafzerken bevinden. Dertig andere slachtoffers worden herdacht met een Duhallow Block omdat zij oorspronkelijk in andere begraafplaatsen waren begraven maar wier graven door later oorlogsgeweld werden vernietigd en niet meer teruggevonden.

## Graven

### Onderscheiden militairen
- Hugh Nares Davenport, majoor bij de Oxford and Bucks Light Infantry en Robert Percy Nathan, kapitein bij de Royal Field Artillery werden onderscheiden met het Military Cross (MC).
- E. Proctor, sergeant bij deThe King's (Liverpool Regiment) werd onderscheiden met de Distinguished Conduct Medal (DCM).
- C.J. West, korporaal bij de Royal Field Artillery werd onderscheiden met de Military Medal en de Meritorious Service Medal (MM, MSM).
- de sergeanten H.A. Evans, William H.E. Carey en F. Goude; de korporaals Richard Common, T.J. Smith en J. O'Brien en schutter W.Chambers werden onderscheiden met de Military Medal (MM). Sergeant Percival Pinder ontving deze onderscheiding tweemaal (MM and Bar).

### Aliassen
- soldaat Peter Mayoh diende onder het alias Frank Wilson bij het Manchester Regiment.
- soldaat Thomas Hogan diende onder het alias Thomas Murphy bij de Royal Inniskilling Fusiliers. Hij werd op 17 mei 1917 wegens desertie gefusilleerd[4] Hij was 31 jaar.